# Coordenadas esféricas

Elementos de las coordenadas esféricas

El sistema de coordenadas esféricas se basa en la misma idea que las coordenadas polares y se utiliza para determinar la posición espacial de un punto mediante una distancia y dos ángulos. En consecuencia, un punto P queda representado por un conjunto de tres magnitudes: el radio {\displaystyle r}, el ángulo polar o colatitud {\displaystyle \theta } y el azimutal {\displaystyle \varphi }.
Algunos autores utilizan la latitud, en lugar de colatitud, en cuyo caso su margen es de -90° a 90° (de -π/2 a π/2 radianes), siendo el cero el plano XY. También puede variar la medida del azimutal, según se mida el ángulo en sentido reloj o contrarreloj, y de 0° a 360° (0 a 2π en radianes) o de -180° a +180° (-π a π). 
Se debe tener en cuenta qué convención utiliza un autor determinado. 

## Convenios utilizados

### Convenio internacional
La mayoría de los físicos, ingenieros y matemáticos no norteamericanos escriben:
- {\displaystyle \varphi }, el azimutal  : de 0° a 360°
- {\displaystyle \theta }, la colatitud : de 0° a 180°

Esta es la convención que se sigue en este artículo. En el sistema internacional, los rangos de variación de las tres coordenadas son:
{\displaystyle 0\leq r<\infty \qquad 0\leq \theta \leq \pi \qquad 0\leq \varphi <2\pi }
La coordenada radial es siempre positiva. Si reduciendo el valor de {\displaystyle r} llega a alcanzarse el valor 0, a partir de ahí, {\displaystyle r} vuelve a aumentar, pero {\displaystyle \theta } pasa a valer π-{\displaystyle \theta } y {\displaystyle \varphi } aumenta o disminuye en π radianes.
TRP

### Convenio estadounidense
Actualmente, el convenio usado en los EE. UU. no es el mismo que el europeo. Para denotar el ángulo azimutal se usa {\displaystyle \theta } y para referirse al polar, latitud o colatitud se usa {\displaystyle \varphi }.

## Relación con otros sistemas de coordenadas

### Relación con las coordenadas cartesianas

Coordenadas esféricas y ejes cartesianos relacionados

Sobre los conjuntos abiertos:
{\displaystyle U=\{(r,\theta ,\varphi )|r>0,0<\theta <\pi ,0\leq \varphi <2\pi \}\qquad {\mbox{y}}\qquad V=\{(x,y,z)|x^{2}+y^{2}+z^{2}>0\}}
Existe una correspondencia unívoca {\displaystyle F:V\to U}entre las coordenadas cartesianas y las esféricas, definidas por las relaciones:
{\displaystyle r={\sqrt {x^{2}+y^{2}+z^{2}}}\qquad \theta ={\begin{cases}\arctan \left({\frac {\sqrt {x^{2}+y^{2}}}{z}}\right)&z>0\\{\frac {\pi }{2}}&z=0\\\pi +\arctan \left({\frac {\sqrt {x^{2}+y^{2}}}{z}}\right)&z<0\end{cases}}\qquad \varphi ={\begin{cases}\arctan \left({\frac {y}{x}}\right)&x>0{\mbox{ y }}y>0{\mbox{ (1° Q)}}\\2\pi +\arctan \left({\frac {y}{x}}\right)&x>0{\mbox{ y }}y<0{\mbox{ (4° Q)}}\\{\frac {\pi }{2}}{\mbox{sgn}}(y)&x=0\\\pi +\arctan \left({\frac {y}{x}}\right)&x<0{\mbox{ (2° y 3° Q)}}\end{cases}}}
Estas relaciones se hacen singulares cuando tratan de extenderse al propio eje {\displaystyle z\,}, donde {\displaystyle x^{2}+y^{2}=0}, en el cual φ, no está definida. Además, φ no es continua en ningún punto {\displaystyle (x,\ y,\ z)} tal que {\displaystyle x=0\;}.
La función inversa {\displaystyle F^{-1}} entre los dos mismos abiertos puede escribirse en términos de las relaciones inversas:
{\displaystyle x=r\operatorname {sen} \,\theta \,\cos \varphi \qquad y=r\operatorname {sen} \,\theta \operatorname {sen} \,\varphi \qquad z=r\,\cos \,\theta \qquad }

Siendo su jacobiano: {\displaystyle \left\vert J\right\vert =r^{2}\operatorname {sen} \theta }

### Relación con las coordenadas cilíndricas
Como sistema intermedio entre las coordenadas cartesianas y las esféricas, está el de las coordenadas cilíndricas, que se relaciona con el de las esféricas por las relaciones
{\displaystyle r={\sqrt {\rho ^{2}+z^{2}}}\qquad \theta =\arctan \left({\frac {\rho }{z}}\right)\qquad \varphi =\varphi }
y sus inversas
{\displaystyle \rho =r\,{\operatorname {sen} }\,\theta \qquad \varphi =\varphi \qquad z=r\,\cos \theta }

## Líneas y superficies coordenadas
Las líneas coordenadas son aquellas que se obtienen variando una de las coordenadas y manteniendo fijas las otras dos. Para las coordenadas esféricas, estas son:
- Líneas coordenadas {\displaystyle r}: Semirrectas radiales partiendo del origen de coordenadas.
- Líneas coordenadas θ: Semicírculos verticales (meridianos)
- Líneas coordenadas φ: Circunferencias horizontales (paralelos).

Las superficies coordenadas son aquellas que se obtienen fijando sucesivamente cada una de las coordenadas de un punto. Para este sistema son:
- Superficies {\displaystyle r}=cte.: Esferas con centro en el origen de coordenadas.
- Superficies θ=cte.: Conos rectos con vértice en el origen.
- Superficies φ=cte.: Semiplanos verticales.

Las líneas y superficies coordenadas de este sistema son perpendiculares dos a dos en cada punto. Por ello, éste es un sistema ortogonal.

## Base coordenada
A partir del sistema de coordenadas esféricas puede definirse una base vectorial en cada punto del espacio, mediante los vectores tangentes a las líneas coordenadas. Esta nueva base puede relacionarse con la base fundamental de las coordenadas cartesianas mediante las relaciones
{\displaystyle {\hat {r}}={\operatorname {sen} }\theta \,\cos \varphi \,{\hat {x}}+{\operatorname {sen} }\theta \,{\operatorname {sen} }\,\varphi \,{\hat {y}}+\cos \theta {\hat {z}}}
{\displaystyle {\hat {\theta }}=\cos \theta \,\cos \varphi \,{\hat {x}}+\cos \theta \,{\operatorname {sen} }\,\varphi \,{\hat {y}}-{\operatorname {sen} }\theta {\hat {z}}}
{\displaystyle {\hat {\varphi }}=-{\operatorname {sen} }\varphi \,{\hat {x}}+\cos \,\varphi \,{\hat {y}}}
e inversamente
{\displaystyle {\hat {x}}={\operatorname {sen} }\theta \,\cos \varphi \,{\hat {r}}+\cos \theta \,\cos \varphi \,{\hat {\theta }}-{\operatorname {sen} }\,\varphi \,{\hat {\varphi }}}
{\displaystyle {\hat {y}}={\operatorname {sen} }\theta \,{\operatorname {sen} }\,\varphi \,{\hat {r}}+\cos \theta \,{\operatorname {sen} }\,\varphi \,{\hat {\theta }}+\cos \,\varphi \,{\hat {\varphi }}}
{\displaystyle {\hat {z}}=\cos \theta \,{\hat {r}}-{\operatorname {sen} }\theta \,{\hat {\theta }}}
En el cálculo de esta base se obtienen los factores de escala
{\displaystyle h_{r}=1\qquad h_{\theta }=r\qquad h_{\varphi }=r\,{\operatorname {sen} }\theta }
Disponiendo de la base de coordenadas esféricas se obtiene que la expresión del vector de posición en estas coordenadas es
{\displaystyle {\vec {r}}=r\,{\hat {r}}}
Nótese que no aparecen término en {\displaystyle {\hat {\varphi }}} o {\displaystyle {\hat {\theta }}}. La dependencia en estas coordenadas está oculta en el vector {\displaystyle {\hat {r}}}.

## Diferenciales de línea, superficie y volumen

### Diferencial de línea
Un desplazamiento infinitesimal, expresado en coordenadas esféricas, viene dado por
{\displaystyle d{\vec {l}}=h_{r}\,dr\,{\hat {r}}+h_{\theta }\,d\theta \,{\hat {\theta }}+h_{\varphi }\,d\varphi \,{\hat {\varphi }}=dr\,{\hat {r}}+r\,d\theta \,{\hat {\theta }}+r\,{\operatorname {sen} }\,\theta \,d\varphi \,{\hat {\varphi }}}

### Diferenciales de área
La expresión general de un diferencial de superficie en coordenadas curvilíneas es complicada. Sin embargo, para el caso de que se trate de una superficie coordenada, {\displaystyle q_{3}={\rm {cte.}}} el resultado es
{\displaystyle d{\vec {S}}_{q_{3}={\rm {cte}}}=h_{1}\,h_{2}\,dq_{1}\,dq_{2}\,{\hat {q}}_{3}}
y expresiones análogas para las otras dos superficies coordenadas.
En el caso particular de las coordenadas esféricas, los diferenciales de superficie son
- {\displaystyle r}=cte: {\displaystyle d{\vec {S}}_{r={\rm {cte}}}=r^{2}\,{\operatorname {sen} }\theta \,d\theta \,d\varphi \,{\hat {r}}}
- θ=cte: {\displaystyle d{\vec {S}}_{\theta ={\rm {cte}}}=r\,{\operatorname {sen} }\theta \,dr\,d\varphi \,{\hat {\theta }}}
- φ=cte: {\displaystyle d{\vec {S}}_{\varphi ={\rm {cte}}}=r\,dr\,d\theta \,{\hat {\varphi }}}

### Diferencial de volumen
El volumen de un elemento en coordenadas curvilíneas equivale al determinante del jacobiano de la transformación, multiplicado por los tres diferenciales. El jacobiano, a su vez, es igual al producto de los tres factores de escala, por lo que
{\displaystyle dV=h_{1}\,h_{2}\,h_{3}\,dq_{1}\,dq_{2}\,dq_{3}}
que para coordenadas esféricas en las que el ángulo vertical empieza en el plano XY da
{\displaystyle dV=r^{2}\,{\cos }\,\theta \,dr\,d\theta \,d\varphi }
y que para coordenadas esféricas en las que el ángulo vertical empieza en el eje z da
{\displaystyle dV=r^{2}\,{\operatorname {sen} }\,\theta \,dr\,d\theta \,d\varphi }

## Operadores diferenciales en coordenadas esféricas
El gradiente, la divergencia, el rotacional y el laplaciano poseen expresiones particulares en coordenadas esféricas. Estas son:
- Gradiente

{\displaystyle \nabla \phi ={\frac {\partial \phi }{\partial r}}{\hat {e}}_{r}+{\frac {1}{r}}{\frac {\partial \phi }{\partial \theta }}{\hat {e}}_{\theta }+{\frac {1}{r\,{\operatorname {sen} }\theta }}{\frac {\partial \phi }{\partial \varphi }}{\hat {e}}_{\varphi }}
- Divergencia

{\displaystyle \nabla \cdot {\vec {F}}={\frac {1}{r^{2}}}{\frac {\partial (r^{2}F_{r})}{\partial r}}+{\frac {1}{r\,{\operatorname {sen} }\,\theta }}{\frac {\partial ({\operatorname {sen} }\,\theta \,F_{\theta })}{\partial \theta }}+{\frac {1}{r\,{\operatorname {sen} }\,\theta }}{\frac {\partial (F_{\varphi })}{\partial \varphi }}}
- Rotacional

{\displaystyle \nabla \times {\vec {F}}={\frac {1}{r^{2}{\operatorname {sen} }\,\theta }}\left|{\begin{matrix}{\hat {r}}&r\,{\hat {\theta }}&r\,{\operatorname {sen} }\,\theta \,{\hat {\varphi }}\\&&\\{\frac {\partial }{\partial r}}&{\frac {\partial }{\partial \theta }}&{\frac {\partial }{\partial \varphi }}\\&&\\F_{r}&rF_{\theta }&r{\operatorname {sen} }\,\theta \,F_{\varphi }\end{matrix}}\right|}
- Laplaciano

{\displaystyle \nabla ^{2}\phi ={\frac {1}{r^{2}}}{\frac {\partial }{\partial r}}\left(r^{2}{\frac {\partial \phi }{\partial r}}\right)+{\frac {1}{r^{2}\,{\operatorname {sen} }\,\theta }}{\frac {\partial }{\partial \theta }}\left({\operatorname {sen} }\,\theta {\frac {\partial \phi }{\partial \theta }}\right)+{\frac {1}{r^{2}{\operatorname {sen} }^{2}\theta }}{\frac {\partial ^{2}\phi }{\partial \varphi ^{2}}}}